# RENDER – Reflecting Knowledge Diversity

Logo RENDER

RENDER – Reflecting Knowledge Diversity ist ein Forschungsprojekt mit dem Ziel, Informationen des Internets besser erfassbar zu machen, indem es den Nutzern die Möglichkeit gibt, Inhalte nach persönlichen Einstellungen, Vorlieben oder Profilen vorzufiltern. RENDER ist ein europäisches Forschungsprojekt mit Partnern aus sechs Ländern unter der Leitung und Koordination des Karlsruher Instituts für Technologie.

## Beschreibung
In dem Projekt RENDER sollten Methoden und Datenmodelle entwickelt werden, „um verschiedene Perspektiven eines Themas zu verstehen und diese beschreib- und auswertbar zu machen.“ Es sollte die Informationsfülle des Internets für die Nutzer besser erfassbar machen und ihnen die Möglichkeit geben, die vielfältig verfügbaren „Informationen, Hintergründe, verschiedene Sichtweisen und Standpunkte“ zu jedem Thema besser zu nutzen, indem Datenmodelle entwickelt wurden, „die Wissen nach persönlichen Einstellungen, Vorlieben oder Profilen ‚vorfiltern‘“. Als Ergebnis sollten „Open-Source Erweiterungen bekannter kommunikativer und kollaborativer Dienste wie z. B. MediaWiki und WordPress“ entstehen.
Um das Verhalten der Internetbenutzer bei der Suche nach Informationen besser zu verstehen, wurden in drei Fallstudien Daten erhoben. Verantwortlich für die Datenerfassung in diesen Fallstudien waren Wikimedia Deutschland, Google Ireland Ltd. und Telefonica I+D, die in den von ihnen durchgeführten Projekten Benutzerdaten erhoben und auswerteten.

## Projekt
Das Projekt startete im Oktober 2010 und lief mit einer Laufzeit von 36 Monaten bis September 2013. Dabei lag das Gesamtbudget des Projekts bei etwa 4,4 Millionen Euro. Etwa 2,9 Millionen Euro davon entstammten als Fördersumme dem 7. Forschungsrahmenprogramm der Europäischen Kommission (FP7) innerhalb des Programms „Information and Communication Technologies“ (ICT). Die Differenz wurde aus Eigenmitteln der Partner getragen.

## Partner
- Karlsruher Institut für Technologie, Deutschland
- Institut Jozef Stefan, Slowenien
- Ontotext, Bulgarien
- Telefónica, Spanien
- Google Ireland Ltd., Irland
- STI Innsbruck, Universität Innsbruck, Österreich
- Wikimedia Deutschland, Deutschland